# Kenny Murphy
Pour les articles homonymes, voir Murphy.
Kenneth John Murphy, né le 21 juillet 1966 à Cork, est un joueur de rugby à XV qui a évolué avec l'équipe d'Irlande au poste d'arrière. Son père Noël a été international irlandais et son grand-père également.

## Carrière de joueur
Il a joué pour Cork Constitution. Il a disputé son premier test match, le 20 janvier 1990 contre l'équipe d'Angleterre. Son dernier test match fut contre l'équipe de Nouvelle-Zélande le 6 juin 1992.

## Statistiques en équipe nationale
- 11 sélections avec l'Irlande
- Sélections par années : 5 en 1990, 3 en 1991, 3 en 1992
- Tournois des Cinq Nations disputés : 1990, 1991, 1992